# René Gaveau
Pour les articles homonymes, voir Gaveau (homonymie).
René Jean Gaveau est un réalisateur et directeur de la photographie français, né le 2 septembre 1900 à Saint-Mandé (France), mort le 8 février 1972 dans le 2e arrondissement de Paris,. Il fut également producteur de cinéma et scénariste.

## Filmographie

### Réalisateur
- 1932 : Toine
- 1933 : Mireille
- 1934 : Une cliente pas sérieuse, court-métrage
- 1954 : Adam est... Ève, également scénariste
- 1955 : Boulevard du crime
- 1956 : Les Insoumises
- 1956 : Zaza

### Directeur de la photographie
- 1920 : Mademoiselle de La Seiglière
- 1921 : La Terre
- 1924 : Mandrin
- 1924 : L'Enfant des halles
- 1924 : Le Miracle des loups
- 1924 : Mon oncle Benjamin
- 1925 : Mylord l'Arsouille
- 1925 : Fanfan-la-Tulipe
- 1926 : Titi premier, roi des gosses
- 1926 : La Femme nue
- 1927 : André Cornélis
- 1928 : La Grande Épreuve
- 1929 : L'Instinct
- 1929 : L'Appassionata
- 1930 : Quand nous étions deux
- 1931 : Le Refuge
- 1931 : Arthur ou Le Culte de la beauté
- 1931 : Passeport 13.444
- 1931 : La Bande à Bouboule
- 1932 : Embrassez-moi
- 1933 : La Mille et Deuxième Nuit
- 1933 : Paris-Soleil
- 1933 : Nu comme un ver
- 1935 : Le Comte Obligado
- 1935 : Odette ou Déchéance
- 1935 : La Mascotte
- 1936 : Les Amants traqués (Mister Flow)
- 1936 : Les Loups entre eux
- 1937 : Maman Colibri
- 1937 : Aloha, le chant des îles
- 1937 : Le Chemin de Rio
- 1937 : L'Ange du foyer
- 1938 : Le Joueur d'échecs
- 1938 : Chéri-Bibi
- 1938 : Le Révolté
- 1939 : Le Bois sacré
- 1939 : Sidi-Brahim de Marc Didier
- 1939 : Vous seule que j'aime
- 1939 : En correctionnelle, court métrage de Marcel Aboulker
- 1940 : Le Président Haudecœur
- 1940 : Les Surprises de la radio
- 1941 : Fromont jeune et Risler aîné
- 1942 : Cartacalha, reine des gitans
- 1942 : Forte Tête
- 1942 : Le Voile bleu
- 1943 : Port d'attache
- 1943 : Mademoiselle Béatrice
- 1943 : La Valse blanche
- 1944 : Service de nuit
- 1944 : Coup de tête
- 1945 : Paméla
- 1945 : Dernier Métro de Maurice de Canonge
- 1946 : Mensonges
- 1946 : Le Mystérieux Monsieur Sylvain de Jean Stelli
- 1947 : Torrents
- 1948 : Route sans issue de Jean Stelli
- 1948 : La Dame d'onze heures
- 1948 : La Figure de proue
- 1949 : Dernier Amour de Jean Stelli
- 1949 : Bal Cupidon
- 1951 : Pas de pitié pour les femmes
- 1951 : Bel Amour
- 1951 : La Plus belle fille du monde
- 1952 : Ils sont dans les vignes
- 1953 : Minuit quai de Bercy de Christian Stengel
- 1958 : En bordée
- 1959 : Soupe au lait
- 1960 : Wenn d'Fraue wähle
- 1963 : Cadavres en vacances de Jacqueline Audry

### Producteur
- 1955 : Boulevard du crime
- 1956 : Zaza